# Kozacy zaporoscy

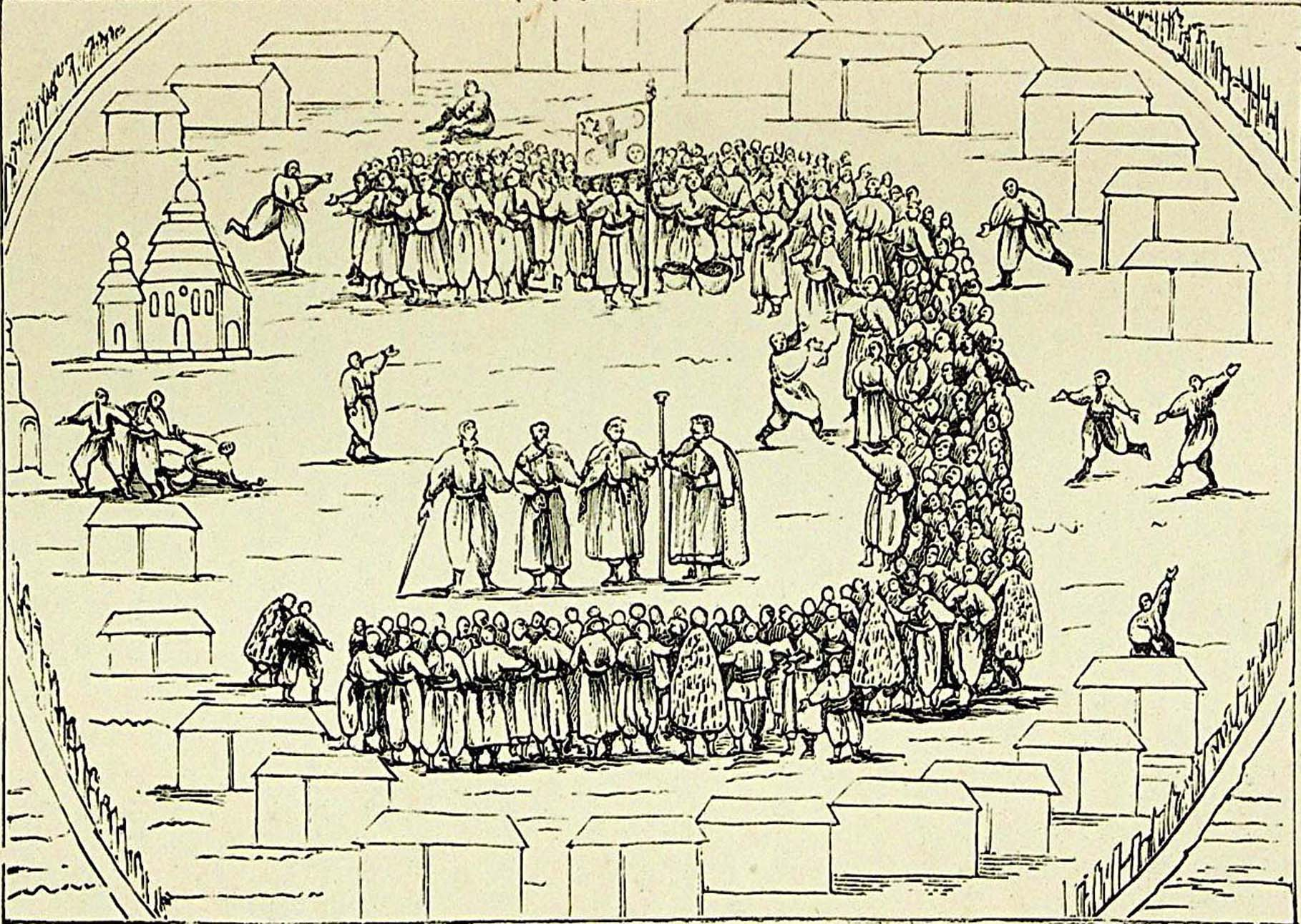
Rada kozacka

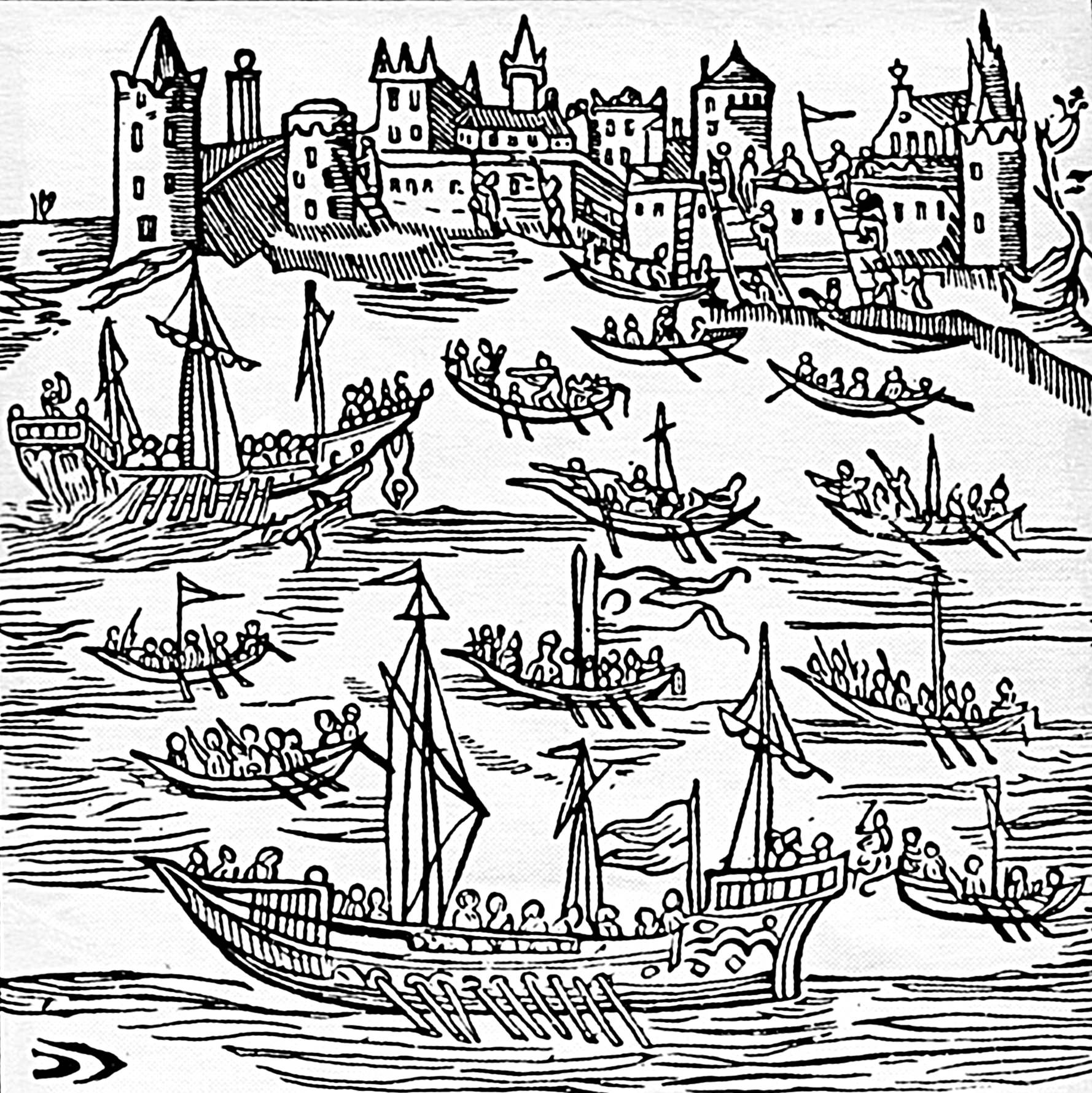
Kozacy zaporoscy na czajkach zdobywają Kaffę

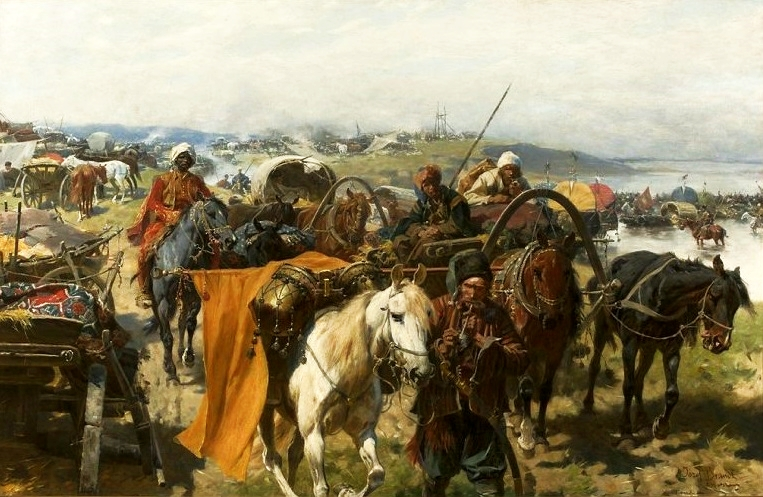
Józef Brandt, Obóz Zaporożców

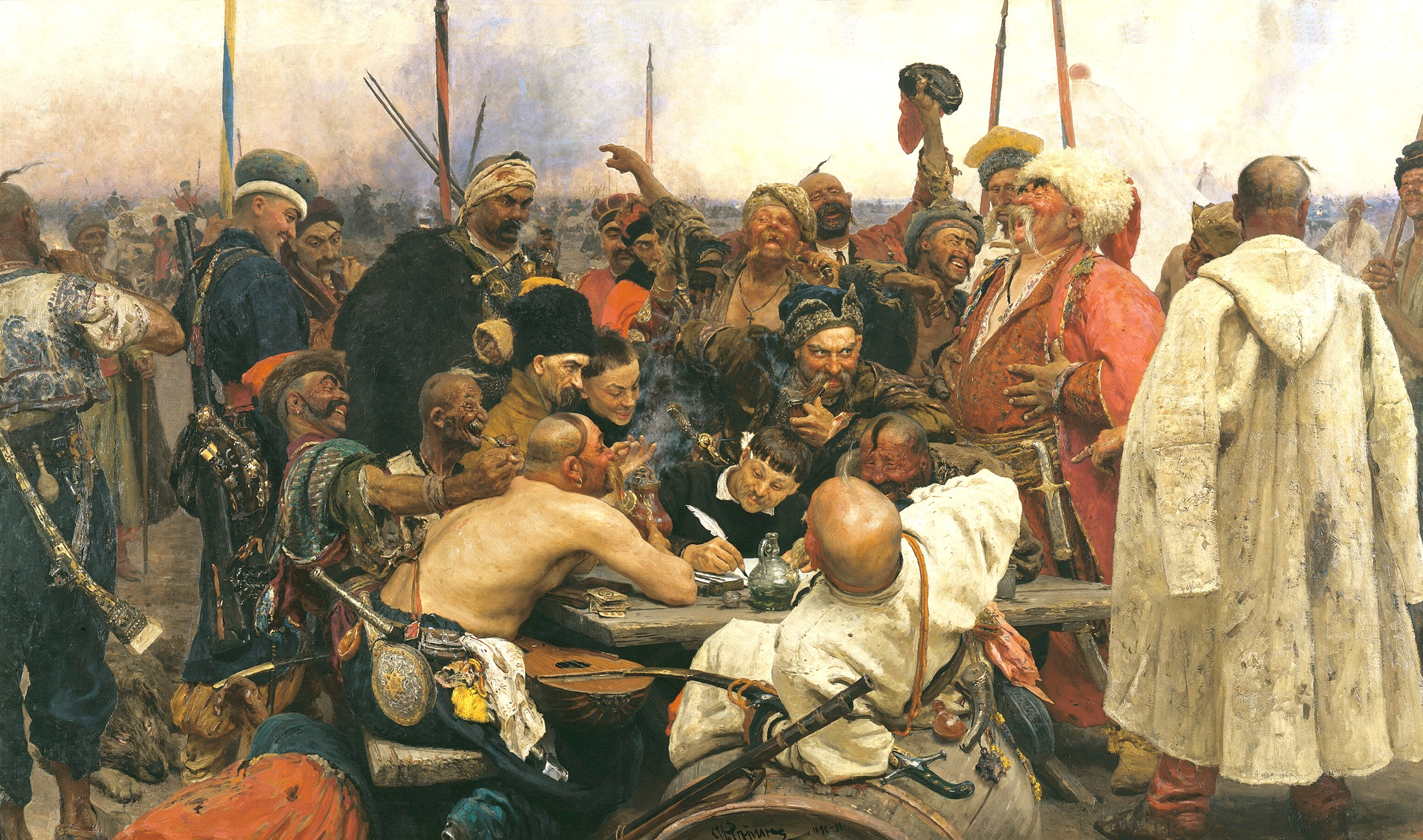
Kozacy piszą list do sułtana. Obraz pędzla Ilji Riepina namalowany w latach 1879–1891, Muzeum Rosyjskie w Sankt Petersburgu

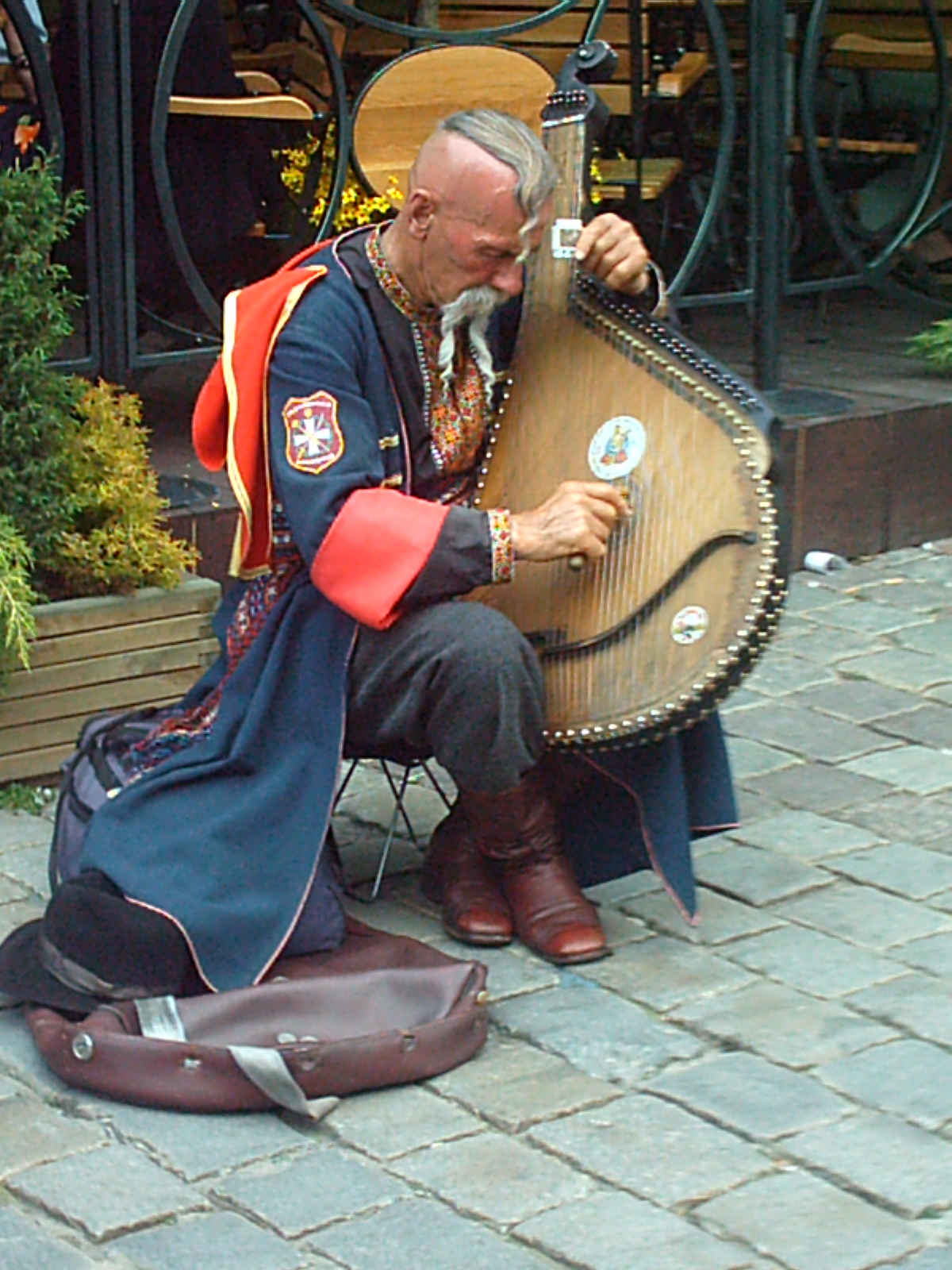
Kozacki muzyk, Ostap Kindraczuk, w tradycyjnym stroju podczas Jarmarku Świętojańskiego w Poznaniu grający na bandurze

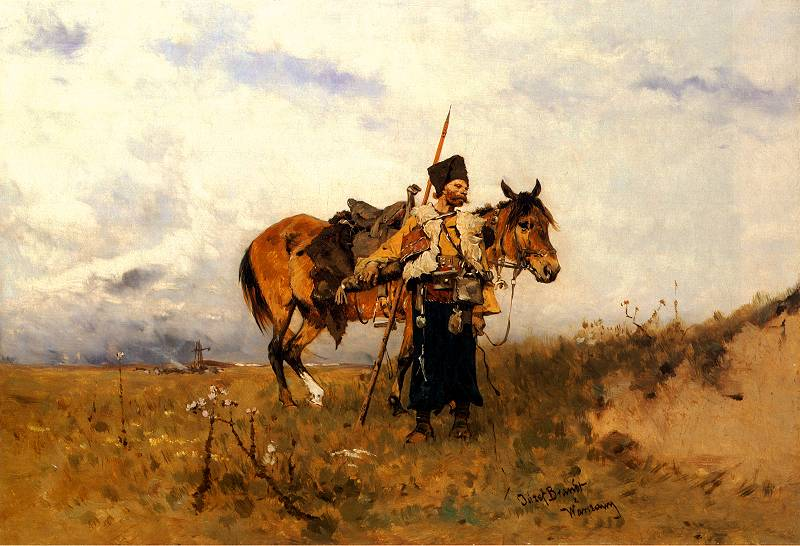
Józef Brandt, Kozak na stanowisku

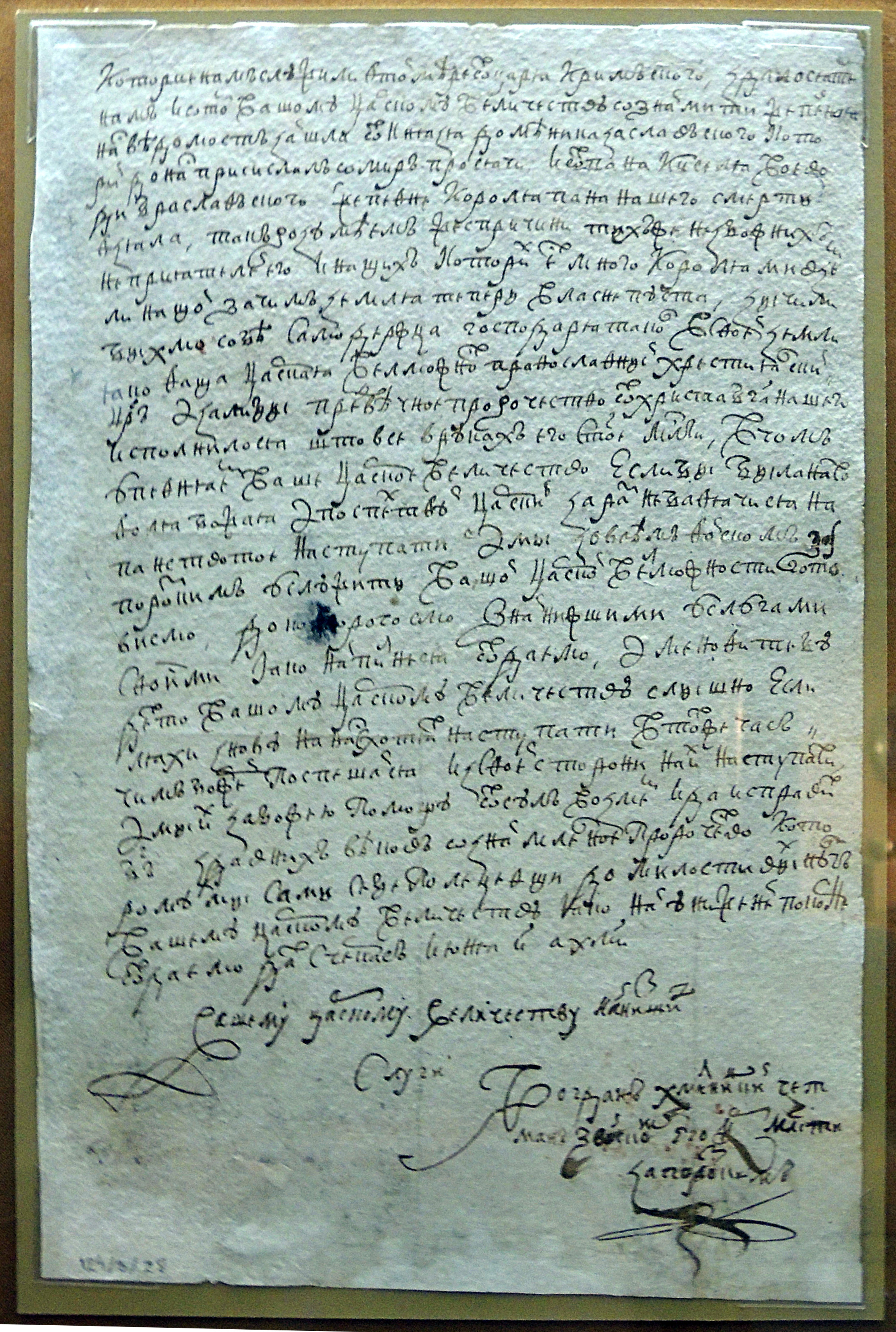
List hetmana Bohdana Chmielnickiego do cara Aleksieja Michajłowicza, w którym donosi o zwycięstwie nad wojskami koronnymi i przedkłada prośbę Kozaków zaporoskich o poddanie się Carstwu Rosyjskiemu, Czerkasy, 8 czerwca 1648 roku

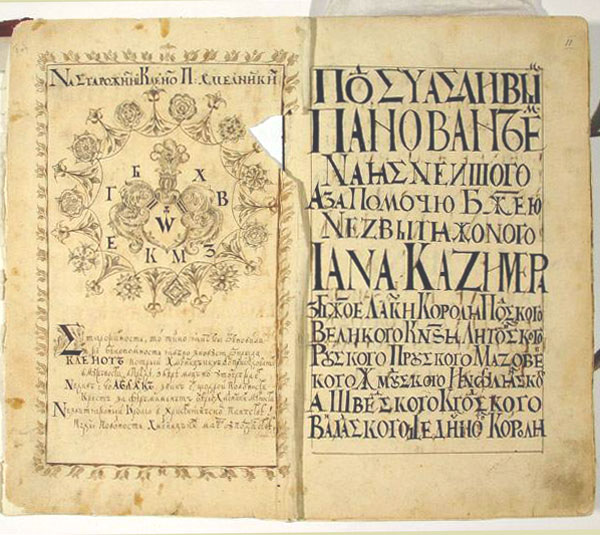
Strona tytułowa rejestru kozackiego po ugodzie zborowskiej 1649

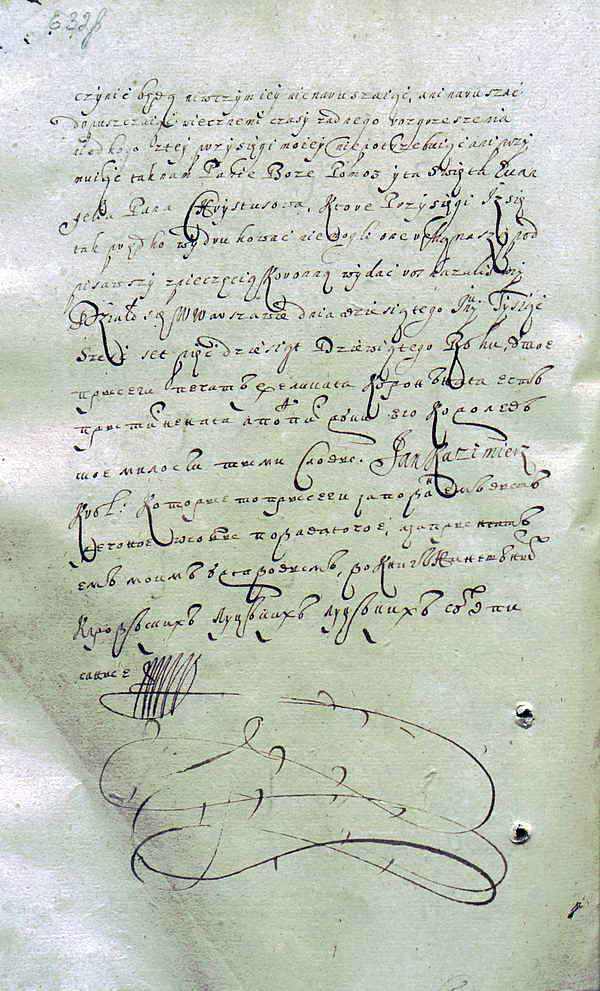
Dokument przysięgi Jana Kazimierza na tekst unii hadziackiej 10 czerwca 1659

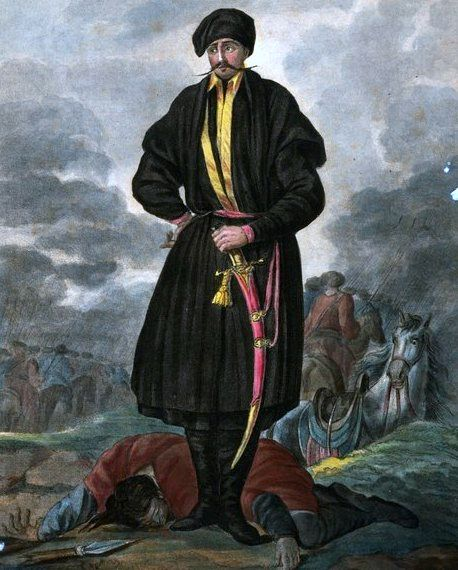
Oficer kozaków zaporoskich w 1720

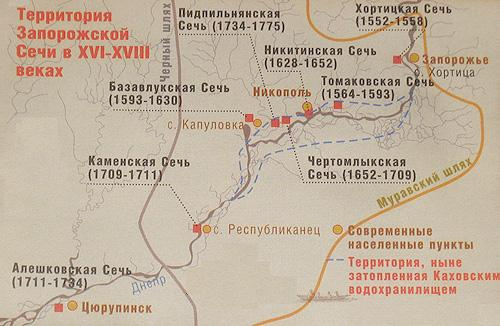
Lokalizacja Siczy Zaporoskiej XVI–XVIII w.

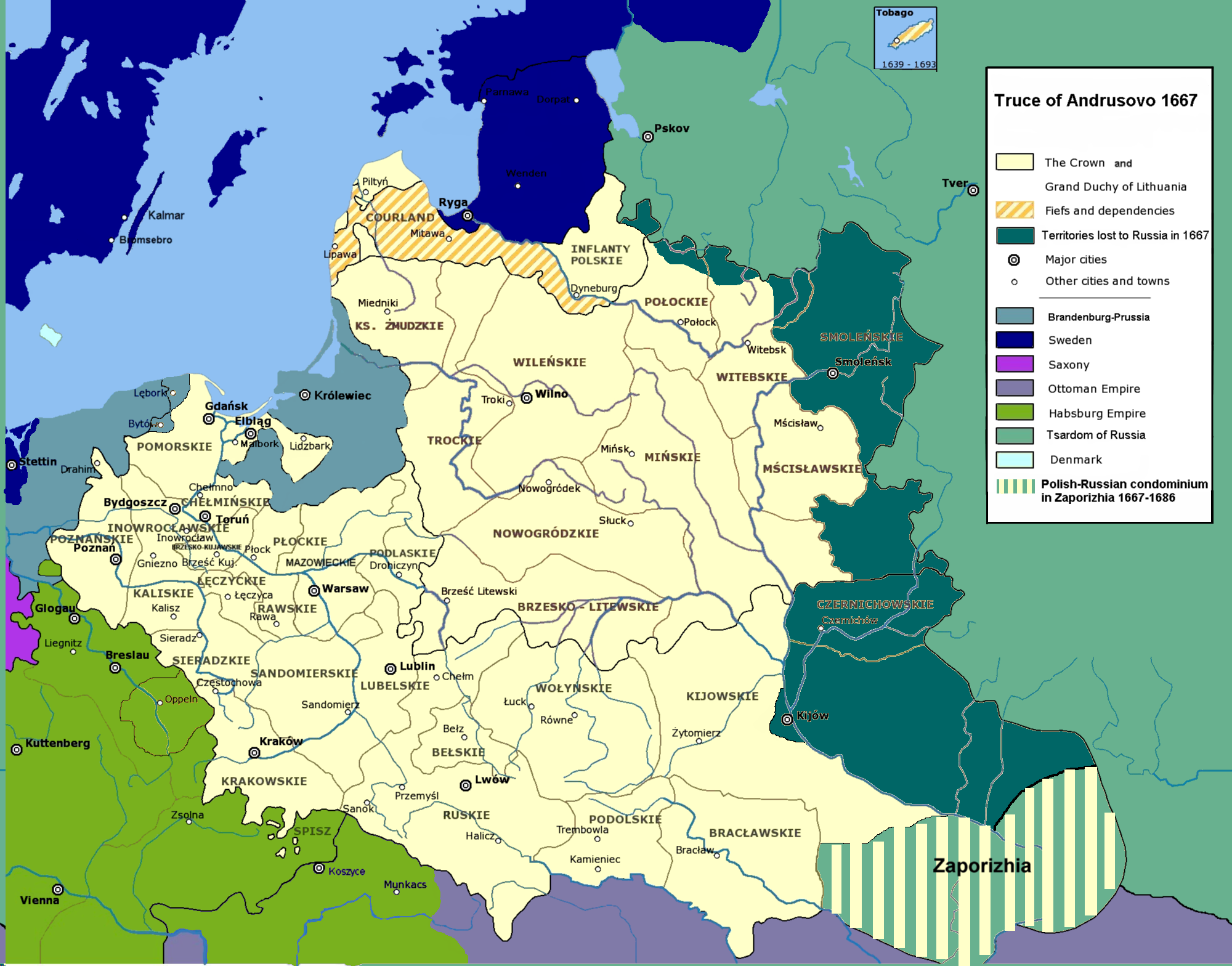
Rzeczpospolita po rozejmie andruszowskim w 1667 roku, kolorem ciemnozielonym zaznaczono ziemie Rzeczypospolitej będące w posiadaniu Carstwa Rosyjskiego na mocy rozejmu andruszowskiego, zaznaczono Zaporoże jako kondominium polsko-rosyjskie w latach 1667–1686

Terytorium Hetmanatu (fiolet), Siczy (sepia) i Ukrainy Słobodzkiej (zieleń) w połowie XVIII wieku

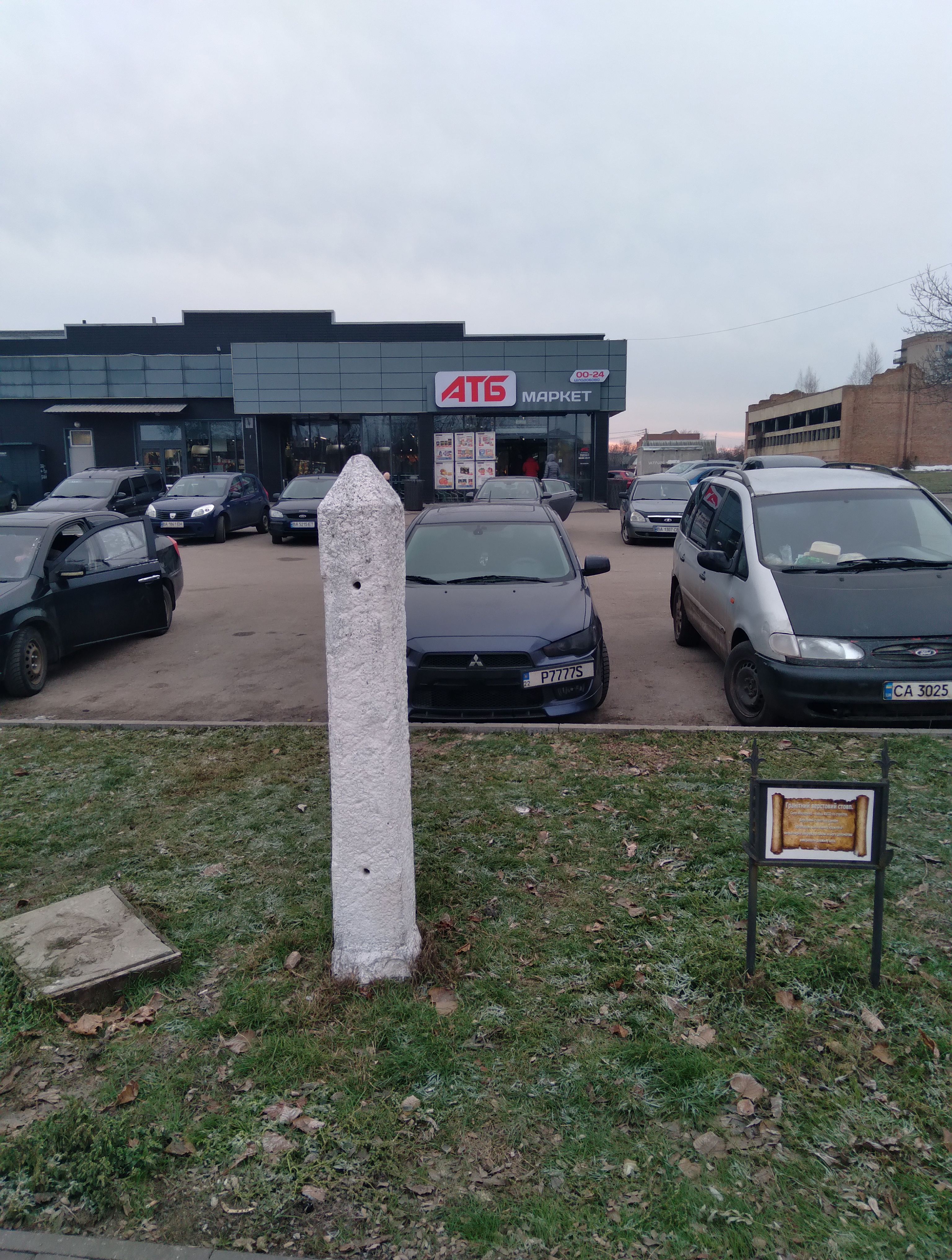
Jeden z unikalnych granitowych filarów z XVIII wieku, za pomocą którego ukraińscy Kozacy mierzyli terytoria. Znaleziono we wsi Moszoryne w centrum Ukrainy

Kozacy zaporoscy, kozacy niżowi, zaporożcy (ukr. Запорожці) – społeczność zorganizowana na sposób wojskowy, której początki sięgają XV w. i związane są z południowo-wschodnimi kresami Wielkiego Księstwa Litewskiego. Centrum Kozaczyzny znajdowało się na Zaporożu, nizinnym, stepowym kraju położonym w dolnym biegu Dniepru za, ciągnącym się na długości 80 km, odcinkiem skalnych przeszkód rzecznych (mówiono o nich porohy, stąd kraj za porohami – Zaporoże oraz Kozacy zaporoscy). Kozacy odegrali ogromną rolę w dziejach całej Europy wschodniej, zwłaszcza zaś Ukrainy, Polski i Rosji. Szczyt rozwoju ich organizacji przypada na wiek XVII, gdy przez pewien czas stanowili samodzielny czynnik polityczny. Kozaczyznę zaporoską zlikwidowała w latach 1775–1780 caryca Katarzyna II. Dzisiejsza Ukraina dzieje Kozaków uznaje za integralną część własnej historii i jedno z najważniejszych źródeł tożsamości narodowej.

## Historia
Tereny Zaporoża do 1569 r. stanowiły część Wielkiego Księstwa Litewskiego. W tymże roku zostały inkorporowane do Korony Królestwa Polskiego.
Kozacy rekrutowali się jednak nie tylko z terenu Kijowszczyzny, ale także Bracławszczyzny, Czernichowszczyzny, Podola, Wołynia oraz innych ziem i krajów ościennych. Kolebką i centrum Kozaczyzny zaporoskiej usytuowane było w dolnym biegu Dniepru, w kraju za dnieprowymi progami skalnymi (ukr. porohy) zwanym Zaporożem. Genezę Kozaczyzny łączy się zwykle z sezonowymi migracjami tzw. dobyczników (uchodników), którzy wiosną ruszali w dół Dniepru na Zaporoże, kuszeni przez niezwykłe bogactwa naturalne tego niezaludnionego kraju, nad którym władza państwowa miała charakter czysto formalny. Nieuchronnie musiało dojść do spotkania dobyczników z grasującymi na tych terenach Tatarami. Potyczki z koczownikami przerodziły się z czasem w stałą i zaciętą walkę, której wynik był coraz mniej przewidywalny. Wobec zagrożenia tatarskiego rozpoczął się proces łączenia dobyczników w grupy, następnie zaś w całe oddziały. Wreszcie Kozacy przeszli do ofensywy, coraz śmielej wdzierając się na obszary, tradycyjnie kontrolowane przez tatarskie ordy. Na przestrzeni XVI w. Kozaczyzna przybrała charakter rządzącej się własnymi zasadami, kultywującej własne obyczaje grupy społecznej.
Na Dnieprze, na trudno dostępnych wyspach, Kozacy budowali ufortyfikowane obozy zwane siczami – miejsca, gdzie odbywały się rady kozackie, gdzie przyjmowano gości z zewnątrz i gdzie pewna część „rycerskiego bractwa” pozostawała na zimę. Reszta o tej porze roku powracała do ukraińskich chutorów, wsi i miasteczek. Była również grupa Kozaków, która była stale osiadła, w miasteczkach, często też we własnych posiadłościach ziemskich, część służyła w prywatnych pocztach magnackich. Stąd często stosuje się rozróżnienie na Kozaków zaporoskich (niżowych), grodzkich i dworskich. Pierwsza znana Sicz powstała w drugiej połowie XVI w. na wyspie Mała Chrotyca. W kolejnych dziesięcioleciach kilkukrotnie zmieniano jej położenie. Społeczność kozacka stanowiła żywioł z trudem podporządkowujący się jakiejkolwiek władzy i nie mieszczący się w ramach podziałów stanowych, na których oparty był system ustrojowy dawnej Rzeczypospolitej. Kozacy uważali się za część państwa i rządzącego nim „narodu politycznego”, tego statusu konsekwentnie odmawiała im jednak szlachta.
Skład społeczny i etniczny Kozaczyzny był od początku bardzo zróżnicowany. Jej szeregi zasilali różnej maści zbiegowie i awanturnicy z terytorium Korony, Litwy, ale także Wielkiego Księstwa Moskiewskiego, Mołdawii, Wołoszczyzny, Krymu, a także mieszkańcy ukraińskich miast, miasteczek i gródków. Nie brakowało tutaj zbiegłych chłopów pańszczyźnianych, poszukiwaczy przygód, ale i wyjętej spod prawa szlachty, a czasami nawet – w początkowej fazie dziejów Kozaczyzny – magnatów (np. Samuel Zborowski), dla których słynące z bogactw naturalnych Naddnieprze stanowiło wygodny azyl. Z czasem „kozakowanie” stało się swoistym stylem życia, będącym synonimem wolności, ale i nieposłuszeństwa. Bogaci Zaporożcy tworzyli tzw. starszyznę, a obyczajami, ubiorem, aspiracjami, także rozległymi posiadłościami ziemskimi nie różnili się znacząco od średniej i bogatej szlachty. Kozacka biedota, której imponowały ideały swobodnego życia poza kontrolą władzy państwowej, tworzyła tzw. czerń, element zapalny i trudny do okiełznania.
Kozacy uważali się przede wszystkim za żołnierzy, „wojsko zaporoskie”, do 1648 r. deklarujące konsekwentnie wierność królowi polskiemu (także w czasie buntów, które podnosili przeciwko Rzeczypospolitej i kresowym magnatom). Żołnierskie rzemiosło było ich głównym zajęciem, jednocześnie legitymizowało dążenia zmierzające do uzyskania coraz szerszych praw i wolności. Kozacy tworzyli znakomite formacje piechoty, dobrze wyszkolone, zdeterminowane i zaprawione w licznych bojach. Słabiej sprawdzali się jako jazda.
Wilhelm Beauplan napisał:

Największe zdolności i umiejętności przejawiają, walcząc w taborze, za osłoną wozów, ponieważ świetnie strzelają z rusznic, które są ich podstawowym uzbrojeniem, i znakomicie bronią swych stanowisk. Na morzu też nie spisują się najgorzej, nie są jednak nadzwyczajni w siodle. Przypominam sobie, a sam to widziałem, jak zaledwie 200 polskich konnych rozgromiło 2000 ich najlepszych ludzi. Jest niezaprzeczalną prawdą, że pod osłoną taboru 100 Kozaków wcale się nie boi ani tysiąca Polaków, ani nawet tysięcy Tatarów, i gdyby równie waleczni byli na koniu, jak są jako piechurzy, sądzę, iż byliby niezwyciężeni.

Zasłynęli także z morskich wypraw zbrojnych o charakterze łupieskim, zwanych „chadzkami”, podejmowanych najczęściej bez wiedzy i zgody starostów królewskich (zdarzały się jednak wypady inspirowane przez króla lub kresowych magnatów). Pierwsze poważniejsze rajdy miały miejsce już w czasach Zygmunta Starego. Kozackie „chadzki”, w miarę upływu czasu coraz zuchwalsze i lepiej zorganizowane, dosięgały zwłaszcza terytoriów tatarskich i tureckich. Największą sławę przyniosły Kozakom wyprawy morskie z pierwszego ćwierćwiecza XVII w., kiedy ich ofiarą padały przede wszystkim bogate miasta tureckie nad Morzem Czarnym, takie jak Warna, Synopa, czy Perekop. Kozacy kilkukrotnie gościli także na przedmieściach Stambułu, wywołując wściekłość sułtana. „Chadzki”, które w dużej mierze traktować należy jako odwet za wyprawy tatarskie na żyzną i urodzajną Ukrainę, przynosiły Turkom ogromne straty i stały się jedną z przyczyn wojny Rzeczypospolitej z Imperium Osmańskim w latach 1620–1621 (Turcy grozili wojną już dużo wcześniej, za główny powód podając zuchwałe rajdy Kozaków). Także i później Kozacy byli przyczyną poważnych zadrażnień w stosunkach państwa polsko-litewskiego z Turcją i Tatarami. Już w kilka lat po traktacie chocimskim z 1621 r. wmieszali się w dynastyczne walki na Krymie. Wyprawy morskie Zaporożców straciły na znaczeniu i intensywności dopiero po 1638 r., po krwawym stłumieniu przez wojska koronne kolejnego powstania kozackiego (duże znaczenie miała w tym kontekście budowa twierdzy Kudak). Dzięki zbrojnej ochronie kozaków zaporoskich hetmana Piotra Konaszewicza-Sahajdacznego w latach 1620–1621, wracający z Moskwy patriarcha jerozolimski Teofan wskrzesił wyższą hierarchię prawosławną w Wielkim Księstwie Litewskim i na ziemiach ruskich Korony, wyświęcając nowego metropolitę Iowa Boreckiego. Akt ten nie został uznany przez Rzeczpospolitą.
Począwszy od Zygmunta II Augusta, królowie polscy starali się ująć Kozaków w zorganizowaną formację wojskową, pozostającą na żołdzie Rzeczypospolitej – tak powstał rejestr kozacki, w którym jednak ze względu m.in. na ograniczone możliwości finansowe udało się zebrać zaledwie niewielką część rosnącej liczebnie Kozaczyzny. Już w 1575 r. na służbie Rzeczypospolitej było 400 Kozaków niżowych, w 1579 r. liczba ich wzrosła do 530, w I połowie XVII w. wahała się w granicach od 1 do 8 tys. Kozacy objęci rejestrem tworzyli część sił zbrojnych Rzeczypospolitej. Pozostawali pod jurysdykcją „starszego” wyznaczanego przez hetmana wielkiego koronnego, nie podlegali zatem władzy starostów. Takiego statusu nie mieli Zaporożcy, pozostający poza rejestrem, w dużej liczbie zamieszkujący stale sicz, ale także dobra królewskie i prywatne. „Siczowcy”, czy szerzej Kozacy nierejestrowi, których styl życia nie różnił się często od tatarskich koczowników, tworzyli rodzaj wojskowej rezerwy, gotowej w każdej chwili do stanięcia pod bronią. Ich zachowania były jednak nieprzewidywalne – to oni byli głównymi sprawcami morskich „chadzek”, na Siczy często gościli także agenci i poselstwa obcych państw.
W chwilach szczególnie trudnych dla państwa zaciągano na żołd większą liczbę Zaporożców, po skończonej kampanii następowały jednak bolesne dla nich redukcje rejestru. Tak powstawał problem tzw. wypiszczyków albo po prostu wypisowych, którzy nie chcieli powracać do statusu chłopów pańszczyźnianych i nadal uważali się za część wojska zaporoskiego. To oni właśnie byli motorem buntów, podnoszonych przeciwko Rzeczypospolitej. Nierzadko dochodziło do otwartego konfliktu pomiędzy lojalnymi wobec państwa rejestrowymi a zuchwałymi wypiszczykami. W najważniejszych jednak momentach zwykle triumfowała kozacka solidarność. Kozacy wielokrotnie brali udział w wojnach Rzeczypospolitej – w 1600 r. szli wraz z Janem Zamoyskim na Mołdawię, potem wraz z armią polsko-litewską bili się ze Szwedami, Moskwą i Turkami. Historia zapamiętała zwłaszcza bitwę chocimską z 1621 r., gdy dowodzeni przez hetmana Piotra Konaszewicza-Sahajdacznego stanowili połowę armii Rzeczypospolitej i walnie przyczynili się do jej zwycięstwa nad Turkami. Kozacy tworzyli również zaporę przeciwko najazdom tatarskim, tym cenniejszą dla Rzeczypospolitej, że dysponowała ona bardzo nielicznym wojskiem stałym, przeznaczonym do obrony południowo-wschodnich kresów państwa (wojsko kwarciane).
Zaporożcy powoływali się na wolności, nadane im niegdyś przez Stefana Batorego i w stosunku do króla oraz Rzeczypospolitej formułowali coraz dalej idące postulaty i żądania. Najogólniej sprowadzały się one do wyłączenia Kozaczyzny (nie tylko rejestrowych, ale także wypiszczyków) spod kompetencji starostów królewskich i ich sądownictwa, utworzenia odrębnego urzędu hetmańskiego, który Kozacy obsadzaliby samodzielnie, powiększenia rejestru, a co za tym idzie wysokości wypłacanego Zaporożcom żołdu, wycofania wojska koronnego z Naddnieprza i równouprawnienia religii prawosławnej (to ostatnie żądanie pojawiło się najpóźniej – w 1620 r.). W roku 1632, po śmierci króla Zygmunta III Wazy, Zaporożcy zażądali nawet prawa do udziału w elekcji nowego władcy, co wzbudziło oburzenie senatorów i posłów szlacheckich zebranych na konwokacji.
Rzeczpospolita szlachecka początkowo konsekwentnie odmawiała podjęcia rozmów z Kozakami na równorzędnych warunkach. Szlachta widziała w nich zbuntowanych chłopów i swawolników, będących źródłem „nierządu domowego” i łamiących układy z sąsiadami, dlatego odmawiała przyznania Kozakom jakichkolwiek praw (poza pewnymi przywilejami, którymi cieszyli się rejestrowi). Jednocześnie jednak nie była zdolna do podjęcia bardziej zdecydowanych kroków wobec Zaporożców – z czasem Kozacy stali się zbyt silni. Poza tym byli w pewien sposób potrzebni Rzeczypospolitej w chwilach trwogi wojennej i najazdów tatarskich, kiedy okazywali swe walory bojowe. Taki stan zrodził poważne napięcia, które rozładowywały się na polach bitewnych. Począwszy od 1592 r. Ukrainą naddnieprzańską wstrząsały powstania kozackie, skierowane, jak twierdzili sami powstańcy, nie tyle przeciwko Rzeczypospolitej, ile jej urzędnikom i magnatom (1593–1594 powstanie Krzysztofa Kosińskiego, 1594–1596 powstanie Semena Nalewajki zgniecione przez hetmana Stanisława Żółkiewskiego, 1625 powstanie Marka Żmajły zakończone ugodą, 1630 powstanie Tarasa Fedorowicza również zakończone ugodą, 1637 powstanie Iwana Pawluka, 1638 powstanie Huni i Ostrzanina, zgniecione przez hetmanów Stanisława Koniecpolskiego – zaciekłego wroga Kozaczyzny – i Mikołaja Potockiego). Bunty kozackie udawało się skutecznie tłumić przy pomocy armii koronnej do 1648 r. W tymże roku wybuchło powstanie Kozaczyzny pod wodzą Bohdana Chmielnickiego. Kozaków wspierali Tatarzy krymscy. Zapoczątkowało ono długą wojnę, prowadzoną ze zmiennym szczęściem, w której początkowo Rzeczpospolita poniosła dotkliwe porażki (w 1648 r. pod Żółtymi Wodami, Korsuniem i Piławcami). Dopiero w 1651 r. armii polsko-litewskiej udało się odnieść zwycięstwo nad Zaporożcami, w dużej mierze wskutek dość niespodziewanej ucieczki Tatarów oraz małoduszności samego Chmielnickiego (trzydniowa bitwa pod Beresteczkiem).
Chmielnicki długo lawirował w swej polityce sojuszy pomiędzy Tatarami, Turcją i Rosją. Wreszcie w styczniu 1654 r. wraz z Radą kozacką poddał Ukrainę w Perejasławiu zwierzchności cara moskiewskiego (tzw. ugoda perejasławska). Do wojny z Rzecząpospolitą przystąpiła wówczas Moskwa. Zmagania zbrojne przerwał na krótko rozejm z lat 1656–1657, związany z inwazją Szwecji na Rzeczpospolitą, niebezpiecznymi również dla Rosji ambicjami terytorialnymi Szwecji nad Bałtykiem i groźbą opanowania przez Karola X Gustawa całej Rzeczypospolitej. Po śmierci Bohdana Chmielnickiego, nowym hetmanem i opiekunem małoletniego Jerzego Chmielnickiego został dotychczasowy pisarz generalny wojska zaporoskiego (urząd wśród Kozaków niezwykle prestiżowy), Iwan Wyhowski. To głównie jego dziełem była unia hadziacka z 1658 r., na mocy której województwa ukrainne jako Księstwo Ruskie miały utworzyć trzeci równoprawny – obok Korony i Litwy – człon Rzeczypospolitej. Unia została zatwierdzona przez Sejm Rzeczypospolitej w 1659 r., w praktyce jednak nie weszła w pełni w życie wskutek oporu czerni kozackiej i części starszyzny podburzanej przez Moskwę. Pomimo zwycięskiej bitwy pod Konotopem i rozbicia armii rosyjskiej, która wkroczyła na Ukrainę, Wyhowski został obalony, a jego miejsce zajął syn Bohdana Chmielnickiego, Jerzy, zwany Juraszko. Juraszko jesienią 1659 r. odnowił ugodę perejasławską.
W następnym roku Rzeczypospolitej raz jeszcze udało się znieść zwierzchnictwo Rosji nad Ukrainą, po pobiciu wojsk carskich i kozackich przez Jerzego Lubomirskiego pod Cudnowem. Zaprzysiężona tam przez Jerzego Chmielnickiego tzw. ugoda cudnowska miała być powrotem do idei Unii Hadziackiej. Nie miała jednak szans realizacji. Polakom udało się opanować sytuację jedynie na prawobrzeżnej Ukrainie i to jedynie formalnie. W 1663 r. komisarze polscy przeforsowali wybór na hetmana kozackiego sprzyjającego sojuszowi z Rzecząpospolitą Pawła Tetery. Jednakże w tym samym roku na lewobrzeżnej Ukrainie – w asyście wojsk rosyjskich – hetmanem zaporoskim wybrany został Iwan Brzuchowiecki. Był to faktyczny początek podziału Ukrainy. Nie zdołała zlikwidować go wyprawa króla Jana Kazimierza z przełomu 1663 i 1664 r. Była to ostatnia tego typu próba podjęta przez Rzeczpospolitą. Zniszczenie doborowych wojsk koronnych w bratobójczej bitwie pod Mątwami (13 lipca 1666) podczas wojny domowej w Rzeczypospolitej uniemożliwiło dalsze operacje zaczepne przeciwko Rosji. 30 stycznia 1667 roku w Andruszowie posłowie Rzeczypospolitej i Rosji podpisali układ rozejmowy na trzynaście lat. Podział terytorialny dokonany rozejmem andruszowskim, w zamierzeniu prowizoryczny, utrzymał się przez ponad wiek. Dzielił on Ukrainę na część pozostającą przy Rzeczypospolitej (Ukraina prawobrzeżna – po prawej stronie biegu Dniepru) i część przyłączoną do państwa carów (Ukraina lewobrzeżna). Wówczas też uformowały się de facto dwie rywalizujące ze sobą Kozaczyzny, wybierające własnych hetmanów oraz innych urzędników. Zaporoże zostało uznane z kondominium Polski i Rosji, a kozacy zaporoscy mieli służyć obu monarchom przeciwko ewentualnej agresji bisurmańskiej. W 1672 r. Petro Doroszenko, hetman Ukrainy prawobrzeżnej, poddał ją władzy sułtana tureckiego (Turkom faktycznie udało się wówczas w konsekwencji wojny z Rzecząpospolitą podporządkować dużą część Ukrainy, co potwierdził układ w Buczaczu). Postanowienia terytorialne rozejmu andruszowskiego zatwierdził ostatecznie w 1686 traktat pokojowy pomiędzy Rzecząpospolitą a Carstwem Rosyjskim. Ukraina Prawobrzeżna powróciła do Rzeczypospolitej z rąk osmańskich w traktacie w Karłowicach (1699). Tereny Ukrainy Prawobrzeżnej zostały wyludnione przez trwające od 1648 roku działania wojenne, najazdy tatarskie połączone z braniem jasyru, jak i dwukrotnie przeprowadzone przez administrację moskiewską przymusowe przesiedlenia ludności na lewy brzeg Dniepru.
Znaczenie Kozaczyzny Zaporoskiej ustawicznie malało. Pod koniec XVII w. organizacja kozacka praktycznie zanikła na prawobrzeżnej Ukrainie. Także na lewym brzegu Dniepru Zaporożcy, poddani twardej władzy moskiewskiego cara, nie stanowili już tej siły, która niegdyś pozwoliła Chmielnickiemu prowadzić samodzielną politykę. Znaczącą rolę odegrała Kozaczyzna jeszcze w dobie III wojny północnej. Hetman Lewobrzeża Iwan Mazepa opowiedział się wówczas po stronie króla szwedzkiego Karola XII, licząc na wyrwanie Ukrainy spod władzy rosyjskiej. To samo uczyniła Sicz Zaporoska. „Lew północy” jednak wojnę z carem Piotrem I przegrał, a Sicz została zburzona w 1709 przez wojska rosyjskie, odtworzona w 1711 w nowym miejscu na terytorium podległym Chanatowi Krymskiemu i ponownie w 1734 przeniesiona na terytorium Imperium Rosyjskiego jako tzw. Nowa Sicz wraz z autonomicznym terytorium Wolności Wojska Zaporoskiego, podzielonym na pałanki. Sicz Zaporoska została ostatecznie zlikwidowana przez carycę Katarzynę II w roku 1775, bezpośrednio po zwycięskiej wojnie z Turcją i traktacie w Küczük Kajnardży, który przyłączył do Rosji Jedysan, a z Chanatu Krymskiego uczynił faktyczny rosyjski protektorat. Nowa Sicz została zburzona, jej starszyzna aresztowana i zesłana na Syberię, ostatni ataman koszowy Petro Kalnyszewski osadzony w klasztorze na Wyspach Sołowieckich. Tytuł hetmana wojsk kozackich przysługiwał od tamtej pory panującej rodzinie carskiej. Starszyzna Hetmanatu została zrównana w prawach ze szlachtą rosyjską (tzw. dworiaństwem), a wolnych Kozaków zrównano w prawach z wolnymi chłopami rosyjskimi. Zaporoże zostało wcielone w skład guberni noworosyjskiej Imperium Rosyjskiego. Część Kozaków zaporoskich zbiegła na terytorium tureckie, tworząc istniejącą do 1829 Sicz Dunajską, część pod zaciągiem Antona Hołowatego została osiedlona na Kubaniu jako Kozacy czarnomorscy. Jednocześnie Katarzyna II zlikwidowała definitywnie kozackie wojsko zaporoskie i zakazała na przyszłość używania jego nazwy.

## Organizacja wojskowa
Pułk kozacki w 1610 r. liczył 2000 ludzi. Dzielił się na 4 roty, po 500 Kozaków w każdej. Te znowu dzieliły się na setki, a setki na kurenie (kurzenie), czyli rzędy. Na czele pułku stał pułkownik, a pod nim w sztabie oboźny i pisarz. Przełożonymi nad rotami byli porucznicy, nad 250 ludźmi asaułowie (lub esaułowie), nad setkami setnicy, a nad kureniami atamanowie. W pułku znajdowało się oprócz tego 4 chorążych, 4 trębaczy i 4 doboszów, a więc po jednym na 500 Kozaków, oraz 4 służków pozaszeregowych. W pułku był więc 1 pułkownik, 4 poruczników, 8 asaułów, 20 setników, 4 chorążych, 4 trębaczy, 4 doboszów, 157 atamanów i 1799 prostych Kozaków.
Pułk nie był tylko jednostką wojskową, ale również (w XVII i XVIII wieku) terytorialno-administracyjną. W 1625 Kozacy podzieleni byli na 6 pułków, w 1648 na 23, a w 1650 zmniejszono ich liczbę do 19.

## Wyprawy wojenne i taktyka walki Kozaków zaporoskich
Kozacy zaporoscy najczęściej wyprawiali się na tzw. chadzki na Krym, często w wyprawach odwetowych względem Chanatu Krymskiego. Czasem zapędzali się nawet na terytorium Imperium Osmańskiego, a dokładnie na przedmieścia Konstantynopolu bardzo drażniąc tym sułtana. Jeżeli atakowali Turcję to przeprawiali się przez Morze Czarne na łodziach własnego wyrobu tzw. czajkach.
Kozacy zaporoscy to głównie świetna piechota, znakomicie broniąca się zza umocnionych pozycji.
Dlatego ich taktyka najczęściej sprowadzała się do walki w „ruchomej twierdzy”, czyli taborze. Oprócz wybitnych piechurów Kozacy zaporoscy posiadali mierną jazdę, która nie wytrzymywała starcia z kawalerią okolicznych państw (jazdą polską, tatarską i in.). Jazda kozacka atakowała tzw. ławą, czyli w szyku podobnym z wyglądu do łuku, zagiętym po obydwu rogach. Był to szyk bardzo „cienki” (najczęściej jeden szereg) szybko ustępujący pola przeciwnikowi.
Najlepszymi jednostkami w armii Kozaków z Zaporoża były jednak niewątpliwie jednostki tzw. rejestrowe, z rejestru Rzeczypospolitej – otrzymujący za służbę żołd. Kozacy ci byli dzięki temu najlepiej uzbrojeni i wyszkoleni.

## Pochodzenie słów „Kozak”, „Kozacy”
W epoce staropolskiej snuto na ten temat wiele różnych hipotez. Maciej Stryjkowski, kronikarz XVI-wieczny, twierdził, iż nazwa społeczności kozackiej wzięła swój początek od watażki imieniem Kozak. Kronikarze XVII-wieczni Wespazjan Kochowski i Paweł Piasecki uważali, że nazwa ta została urobiona od kozy, ponieważ Kozacy byli tak zwinni, jak to zwierzę domowe. XVII-wieczny dziejopis ruski Paweł Symonowskyj twierdził, iż słowo „Kozacy” pochodzi od nazwy krainy Hircania, która według historyków starożytnych znajdowała się na Kaukazie. Łacińskie słowo „hircus” tłumaczy się na język polski jako „kozioł”, stąd Kozacy. Ustalenia nauki współczesnej wskazują jednak, że słowo „Kozacy” jest pochodzenia turecko-tatarskiego i jest synonimem człowieka niezależnego, zuchwałego junaka, także rozbójnika. Tatarzy budziaccy i krymscy mianem Kozaków określali ludzi żyjących ze stepu, z którymi stykali się w czasie swoich wypraw łupieżczych na terytorium dzisiejszej Ukrainy i którzy stawiali im zbrojny opór, według nich „kozak” znaczy wolny człowiek i według niektórych danych właśnie dlatego Kozacy postanowili się tak nazywać. Warto nadmienić, iż w języku koczowniczych Połowców Kozakami określano stróżów, konwojentów i wartowników. Termin „Kozacy” występuje też w zapiskach źródłowych związanych z koloniami miast włoskich na Krymie w wiekach XII, XIV i XV – we wszystkich wyżej wymienionych znaczeniach.